# DRIVE (映画)
『DRIVE』（ドライブ）は、2002年に公開された日本映画。富山県高岡市で撮影が行われた。サブ（SABU）監督作品。主演は堤真一。

## キャスト
- 朝倉健一 - 堤真一
- 坂井スミレ - 柴咲コウ
- 新井定運 - 寺島進
- 西五郎 - 大杉漣
- 児島誠 - 安藤政信
- ミッキー - 筧利夫
- 松雪泰子（特別出演）
- 木村郁美（友情出演）
- ジョビジョバ
- 小林明実
- ピエール瀧
- 松尾スズキ
- 麿赤兒
- 田口トモロヲ
- 根岸季衣
- 塩見三省
- 車谷啓介
- 中村久美
- 松重豊
- 清水宏
- 菅田俊
- 津田寛治
- 堀部圭亮
- 大森南朋
- 及森玲子
- 滝沢涼子
- 山田明郷
- 鈴木一功
- 田中要次
- 髙橋伸稔
- 崎本大海
- 森永太一郎

## スタッフ
- 監督・脚本：SABU
- 製作総指揮：樫野孝人、谷徳彦、坂上直行
- プロデューサー：久保田修、平野隆(TBS)
- 音楽：村瀬恭久、坂東俊秀
- 挿入歌：太田裕美「袋小路」 （詩・松本隆　曲・荒井由実）
- 撮影:佐藤和人
- 照明:大坂章夫
- カースタント：スーパードライバーズ
- ドルビーデジタル・コンサルタント:河東努、森幹生(コンチネンタルファーイースト株式会社)
- 制作プロダクション：ツインズジャパン
- 製作：TBSテレビ、IMJエンタテインメント、毎日放送、エフエム東京、広美、ジェネオン・ユニバーサル・エンターテイメントジャパン、日本ヘラルド映画
- 配給：日本ヘラルド映画